# Mastigophorus demissalis
Mastigophorus demissalis là một loài bướm đêm trong họ Noctuidae.